# Yan Zhitui
Yan Zhitui (顏之推 Yán Zhītuī), né en 531 et mort vers 590/591, est un lettré chinois de la période des dynasties du Nord et du Sud. Vivant dans la période troublée allant de la chute des Liang et des Wei du Nord jusqu'à l'unification de la Chine par les Sui, il survécut grâce à ses qualités de lettré, reconnues par les différents gouvernements qui le placèrent sous leur tutelle. Il a produit plusieurs œuvres remarquables, participant à la continuité de l'antique tradition lettrée chinoise en des temps difficiles.

## Biographie
Yan Zhitui est né dans une illustre famille aristocratique originaire de Langye dans le Shandong, les Yan, qui s'étaient réfugiés dans le Sud au IVe siècle, durant les migrations accompagnant la conquête du nord par les Seize Royaumes barbares et la fondation de la dynastie Jin de l'Est dans les régions méridionales, autour de la capitale Jiankang (Nankin). Né durant le règne de Wudi des Liang auquel sa famille était fidèle et dont elle avait épousé le bouddhisme, il subit les événements conduisant à la chute de cette dynastie en 549-552 durant la révolte de Hou Jing, dont il faillit ne pas réchapper. Il fut ensuite nommé à la bibliothèque impériale de la cour des Liang réfugiée à Jiangling. Quand cette ville fut prise par les troupes des Wei occidentaux, un des deux royaumes barbares dominant le Nord de la Chine, Yan Zhitui fut emmené dans leur capitale, Chang'an. Mal à son aise là-bas, il s'enfuit chez les rivaux de ses nouveaux maîtres, les Qi septentrionaux, qui le reçurent avec les honneurs, lui octroyant une place à l'académie impériale de Ye, où il fut actif pendant une vingtaine d'années. Quand les Qi furent vaincus par les Zhou du Nord, qui avaient pris la suite des Wei occidentaux, Yan Zhitui fut de nouveau emmené en captivité à Chang'an. Il fut finalement rétabli dans une meilleure situation quand ce royaume fut remplacé par celui des Sui en 581. Yan Zhitui vécut encore environ une dizaine d'années, qui furent parmi les plus prolifiques de sa carrière littéraire.

## Écrits
Les œuvres de Yan Zhitui ont surtout été marquées par les deux périodes les plus prospères de son existence, sous les Qi du Nord et les Sui. Pour la plupart, elles ne sont conservées que par quelques citations postérieures. Il fut notamment l'auteur d'une Monographie sur les spectres vengeurs (Yuanhun zhi), connu par une recension de l'époque Ming, récit relatif aux relations entre les humains et les fantômes, relevant du genre des « histoires étranges » (zhiguai) très en vogue à cette période. Il participa également à la rédaction d'un ouvrage de référence, le Xiuwendian yulan, avec d'autres lettrés de la cour des Qi, ainsi qu'à un dictionnaire de rimes, le Qieyun. En cela, il participa à la préservation de la culture lettrée chinoise et surtout à l'élaboration des normes poétiques des débuts des Tang, par ses divers travaux sur la prononciation et les rimes. 
Le maître ouvrage de Yan Zhitui sont les Enseignements familiaux du clan Yan (Yanshi jiaxun), le plus complet des ouvrages de généalogie et de morale produits par les aristocrates de l'époque qui nous soit parvenu. La qualité de son style et la variété des sujets abordés ont assuré sa postérité. Il est divisé en vingt parties abordant les sujets du quotidien des élites de l'époque, mettant en exergue l'importance de l'étude, des classiques, de la préservation des livres, la transmission des savoirs aux générations futures, permettant la survie durant une époque troublée.
Le petit-fils de Yan Zhitui, Yan Shigu (581-645) fut un historien réputé des débuts des Tang, spécialiste de la période de la dynastie Han.